# 1969
Cette page concerne l'année 1969 (MCMLXIX en chiffres romains) du calendrier grégorien.
Pour les articles homonymes, voir 1969 (homonymie).
L'année 1969 est une année commune qui commence un mercredi.

## En bref
- 4 janvier : entrée en vigueur de la Convention internationale sur l’élimination de toutes les formes de discrimination raciale[1].
- 23 mai : signature de la convention de Vienne sur le droit des traités[2].
- 28 juin : « Émeutes de Stonewall », premiers événements majeurs de lutte des gays, lesbiennes, bisexuels et transgenres contre un système soutenu par les autorités et persécutant les homosexuels.
- 16 juillet : Le lanceur spatiale Saturn V décolle en direction de la lune avec les astronautes Neil Armstrong, Buzz Aldrin et Michael Collins durant la mission Apollo 11
- 21 juillet : premiers pas sur la Lune pour Neil Armstrong et Buzz Aldrin à 3 h 56 UTC (le 20 aux États-Unis)[3].
- 25 juillet : « Doctrine Nixon » de désengagement américain progressif au Viêt Nam. Début de la « vietnamisation » de la guerre du Viêt Nam.
- 15-18 août : festival de Woodstock.
- 1er septembre : Coup d'état en Libye.
- 17 novembre : ouverture à Helsinki des négociations SALT entre  les États-Unis et l’Union soviétique (fin le 26 mai 1972)[4].
- Réforme liturgique à la suite du concile Vatican II (1962-1965)[5].

## Événements

### Afrique
- 3 février : assassinat  d’Eduardo Mondlane au Mozambique et intensification de la guérilla[6].
- 28 février : un séisme sous-marin atlantique provoque un mini-tsunami sur les côtes du Maroc[7].
- 20 mars : le Conseil de sécurité des Nations unies demande au gouvernement sud-africain de retirer son administration de Namibie, incorporée illégalement à l’Afrique du Sud (résolution 264, renouvelée le 12 août)[8]. Une lutte armée se développe sous la direction de la SWAPO (Organisation du peuple d’Afrique du Sud-Ouest).
- 22 mars : en Guinée, Sékou Touré dénonce le « complot des militaires » ou « complot des officiers et les politiciens véreux ». Keita Fodéba et le colonel Kaman Diaby en seraient les instigateurs. Le 14 mai, treize personnes sont condamnées à mort par le Conseil national de la Révolution et 27 autres à des peines de prison après des aveux obtenus sous la torture[9].
- 10 avril : échec d’une tentative de coup d’État par le lieutenant-colonel Alexandre Banza en République centrafricaine, il est exécuté le 12 avril[10].
- 17-21 avril : première grève estudiantine contre la junte militaire au pouvoir au Mali, sévèrement réprimée[11]. En juillet et décembre, l’ambassade du Mali en France est occupée à deux reprises par des étudiants[12].
- 16-17 mai : un projet de réforme constitutionnelle est soumis à l’Union progressiste sénégalaise par le président Léopold Sédar Senghor. Il est mis en vigueur en 1970[13].

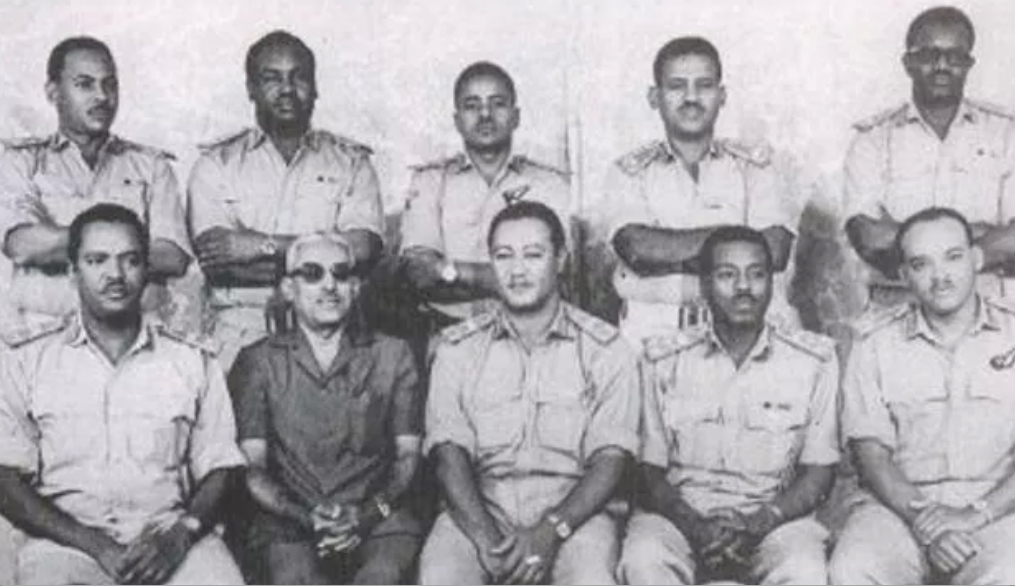
Le Conseil national révolutionnaire, qui dirige le Soudan après le coup d’État de mai 1969.

- 25 mai : coup d’État des officiers libres au Soudan ; le général Gaafar Mohammed Nemeiry, proche de Nasser, prend le pouvoir (fin en 1985)[14].
- 5 juin : le Comité international de la Croix-Rouge est contraint par le blocus d’interrompre le pont aérien avec le Biafra ; les autres organisations les cessent en septembre. La famine se poursuit[15].
- 11 juin : proclamation de l’état d’urgence au Sénégal à la suite des grèves estudiantines et à l’agitation sociale commencée le 25 mars[16].
- 24 juin : attentat manqué contre Sékou Touré à Conakry[17].
- 5 juillet : le Ministre de la planification économique et du développement du Kenya Tom Mboya est assassiné en pleine rue à Nairobi[18].
- 8-9 juillet : l’Algérie adhère à l’OPEP lors de la conférence tenue à Vienne[19].
- 21 juillet-1er août : première édition du festival panafricain d’Alger. De grands défilés artistiques dans les rues de la ville et des représentations musicales venant de tous les coins de l’Afrique sous le signe des mouvements de libération des pays africains opprimés à l’époque[20].
- 29 juillet : deuxième convention de Yaoundé sur le développement signée entre les États africains et malgache associés et la CEE. Elle entre en application le 1er janvier 1971[21].

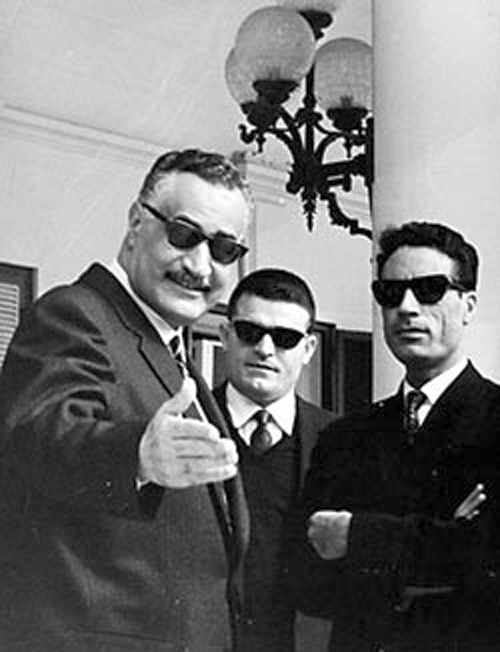
Nasser reçoit Mouammar Kadhafi peu après sa prise de pouvoir.

- 1er septembre : déposition du roi Idris de Libye. Le capitaine Mouammar Kadhafi prend le pouvoir et proclame la République arabe libyenne[22].
- 15 octobre : assassinat du président somalien Abdirashid Ali Shermarke[23].
- 21 octobre : putsch militaire qui porte au pouvoir le général Mohamed Siad Barre en Somalie et proclamation de la République démocratique somalie. Siad Barre veut engager la Somalie sur la voie du socialisme « scientifique »[23]. Proche de l’Union soviétique, le gouvernement somalien lui offre des facilités navales dans le port de Berbera[24].
- 18 novembre : Alien Compliance Order. Environ deux millions de travailleurs étrangers sont expulsés du Ghana à partir du 2 décembre, dont environ 600 000 à 700 000 Nigériens[25],[26].
- 10 décembre : coup d’État militaire au Dahomey[27].
- 29 décembre : répression des manifestations d’étudiants à Addis-Abeba par la garde impériale en Éthiopie[28].
- 31 décembre : proclamation officielle de la République populaire du Congo (Congo-Brazzaville) qui adopte le « socialisme scientifique » (marxisme-léninisme), création du Parti congolais du travail qui devient parti unique[29].

### Amérique
- 20 janvier : Richard Nixon succède à Lyndon Johnson à la présidence des États-Unis (jusqu’en 1974)[30].
- 11 mars : Rafael Caldera, démocrate-chrétien, arrive au pouvoir au Venezuela (fin en 1974)[31].
- 27 avril, Bolivie : la mort de Barrientos dans un accident d’hélicoptère permet aux factions rivales au sein de l’armée de s’opposer librement jusqu’en 1971. Le vice-président Luis Siles Salinas lui succède avant d’être renversé en septembre[32].
- 26 mai : accord de Carthagène. Fondation de la Communauté Andine des Nations (CAN) par le Chili, la Bolivie, la Colombie, l’Équateur et le Pérou, rejoint en 1973 par le Venezuela

- 29 mai : Cordobazo. Violente insurrection contre la dictature d’Onganía à Córdoba, en Argentine. Toute la ville se joint aux manifestants. Le calme ne revient qu’après une semaine d’affrontement et le régime ne s’en remet pas[33].
- 24 juin : loi de réforme agraire au Pérou[34].
- 28 juin : « Émeutes de Stonewall », premiers événements majeurs de lutte des gays, lesbiennes, bisexuels et transgenres contre un système soutenu par les autorités et persécutant les homosexuels.
- 14-18 juillet : guerre de Cent Heures ou guerre du « football » entre le Salvador et le Honduras[35]. La mobilisation nationale en faveur de la démocratie est ravivée par la guerre du « football » au Honduras.
- 21 juillet : Premiers pas de l'Homme sur la Lune lors de la mission Apollo 11, effectués par Neil Armstrong et Buzz Aldrin. Il s'agit du point le plus éloigné de la Terre jamais foulé par un humain, ni même un être vivant connu à ce jour.
- 9 aout : L'assassinat de L'actrice Sharon Tate (1943-1969) l'ancienne femme de Roman Polanski âgée de 26 ans et enceinte de 8 mois par le gourou américain Charles Manson.
- 15 - 18 août : l'immense Festival de Woodstock rassemble une centaine d'artistes et plusieurs centaines de milliers de hippies.
- 31 août : coup d’État militaire au Brésil. Arthur da Costa e Silva, malade, est remplacé par une junte militaire composée de Aurélio de Lira Tavares, Augusto Rademaker et Márcio de Melo[36].
- 26 septembre : coup d’État militaire du général Ovando Candia, qui devient président de Bolivie (fin en octobre 1970)[37]. Il suit une ligne réformiste modérée rappelant celle du Mouvement nationaliste révolutionnaire (MNR).
- 8 octobre : prise de Pando par les Tupamaros en Uruguay, pour le deuxième anniversaire de la mort de Che Guevara[38].
- 30 octobre : Emílio Garrastazu Médici, président du Brésil[39].
- 20 novembre : occupation d’Alcatraz par un groupe d’activistes amérindiens (fin le 11 juin 1971)[40].
- 22 novembre : convention américaine relative aux droits de l’homme[41].
- 17 octobre : deuxième nationalisation du pétrole en Bolivie[32].
- 16 décembre : échec d’un coup d’État au Panama. Le 18 décembre, le général Omar Torrijos met un terme à l’existence de la junte militaire dirigée par Pinilla et Parrilla et la remplace par des civils, son ami Demetrio Lakas et Arturo Sucre[42].

### Asie et Pacifique
- 15-20 janvier : début de l’agitation au Pakistan oriental pour l’autonomie, menée par Sheikh Mujibur Rahman, leader de la ligue Awami[43].
- 10 février : élections législatives en Thaïlande[44]. L’United Thai People’s Party emporte 75 sièges à la Chambre des représentants. Le principal groupe d’opposition, le Democratic Party, obtient 56 sièges.

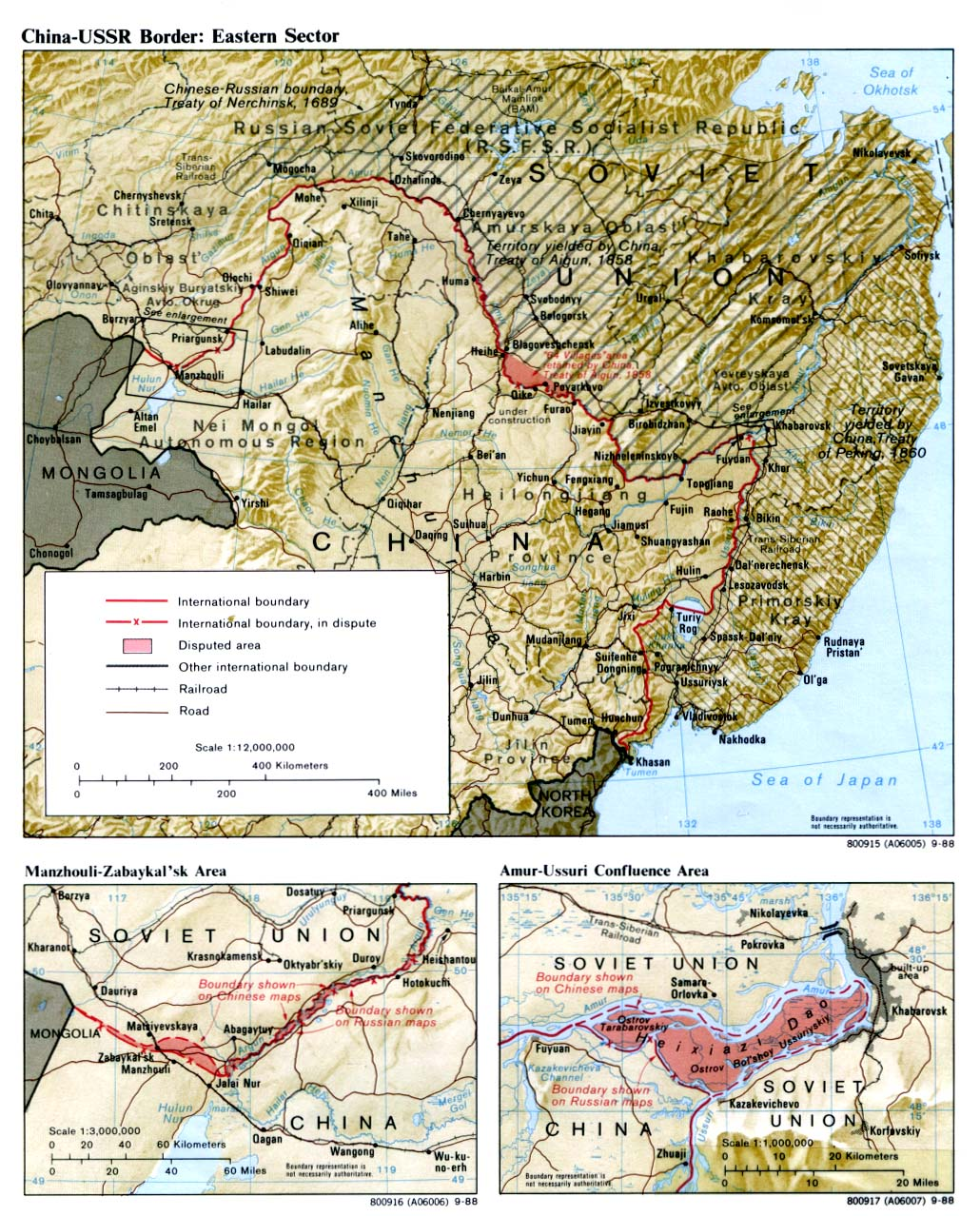
Les territoires contestés à la frontière sino-russe.

- 2-3 mars : incidents de frontière sur l’Oussouri entre la Chine et l’URSS[45]. La crise s’achève le 11 septembre par la conclusion à Pékin d’un cessez-le-feu entre Zhou Enlai et le premier ministre soviétique Alexis Kossyguine, puis des négociations de paix à partir du 20 octobre[46].
- 25 mars : démission du président du Pakistan Muhammad Ayub Khan face à la pression de la rue. Le général Muhammad Yahya Khan instaure la loi martiale et assume la présidence le 31 mars (fin en 1971)[43].
- 1er-24 avril : le IXe Congrès du parti communiste chinois élit le 9e Politburo du Parti communiste chinois ; le maréchal Lin Biao est désigné comme successeur de Mao Zedong[46].
- 14 avril : un avion de reconnaissance américain EC-121 est abattu en mer du Japon par la Corée du Nord[47].
- 3 mai : crise politique en Inde au sujet de la nationalisation des banques et de la nouvelle élection présidentielle successive au décès de Zakir Hussain. La droite est hostile à la nationalisation des banques réclamée par la gauche et une partie de la petite paysannerie. Indira Gandhi démet le ministre des Finances Morarji Desai, qui démissionne avec fracas de son poste de vice-premier ministre. Le Congrès est déchiré entre ses ailes droite et gauche[48]. Le 12 novembre, une fraction de la droite crée un nouveau parti, le Congress Organization ou Old Congress[49].

- 13 mai, Malaisie : graves incidents entre Chinois et Malais à Kuala Lumpur qui provoquent l’instauration de l’état d’urgence le 14 mai[51]. Huit cents personnes sont tuées.
- 24 mai : début de l’éruption du Kīlauea à Hawaï[52] ; après une brève interruption (15 octobre 1971-3 février 1972 elle se termine le 22 juillet 1974[53]. Un cône volcanique, le Mauna Ulu, est constitué.
- 13 juin : un groupe de rebelles tibétains tue quatorze cadres et soldats chinois au Barkhor à Lhassa. Selon la version officielle chinoise, l’incident marque le début de la révolte de Nyemo au Tibet, consécutive à l’instauration des communes populaires. Le mouvement est mené par une nonne, Trinley Chödron. Capturée, elle est exécutée publiquement à Lhassa avec ses partisans[54].
- 7 août : loi de mesures provisoires concernant la gestion des universités au Japon[55].
- 13 août : nouvel incident militaire soviéto-chinois, dans le Xinjiang[56].
- 16 août : Varahagiri Venkata Giri est élu président de la République indienne[48].
- 17 octobre : plébiscite constitutionnel de Corée du Sud[57].
- 25 octobre : élections fédérales australiennes[58].

#### Viêt Nam
Pour un article plus général, voir Guerre du Viêt Nam.
- 25 janvier : ouverture de la conférence sur le Viêt Nam à Paris élargie aux deux parties sud-vietnamiennes (Saigon et le GRP)[59].

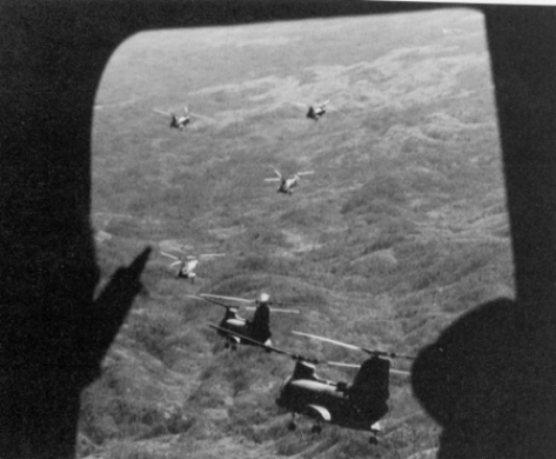
22 janvier-18 mars :.

- 18 mars : les États-Unis, avec l’appui non formel de Norodom Sihanouk, attaquent les bases communistes vietnamiennes installées à l’intérieur des frontières du Cambodge. Début des opérations de bombardement « menu »[61].
- 30 avril : Ultime renforcement du corps expéditionnaire américain, qui atteint près de 550 000 hommes, soit son effectif maximum.
- 11 - 20 mai : bataille d’Hamburger Hill[62].
- 8 juin :
  - proclamation à l’issue du congrès du Viêt Cong du Gouvernement révolutionnaire provisoire de la République du Sud Viêt Nam, pour administrer les territoires sous son contrôle au Sud Viêt Nam[59].
  - le président de la république du Viêt Nam Nguyen Van Thieu rencontre le président Richard Nixon, dans l’ile de Midway. Nixon annonce le retrait de 25 000 hommes des troupes américaines du Viêt Nam[63].
- 25 juillet : Richard Nixon lance la « Doctrine Nixon » de désengagement progressif. C’est le début de la « vietnamisation » de la guerre[63].
- 4 août : à Paris, dans l’appartement de l’intermédiaire français Jean Sainteny, Henry Kissinger, représentant les États-Unis et Xuan Thuy, représentant le Nord Viêt Nam, commencent des négociations secrètes pour la paix[63]. Ces négociations finiront par échouer.
- 14 août : au Cambodge, Lon Nol est nommé Premier ministre[64].
- 2 septembre : décès de Hô Chi Minh, président du Nord Viêt Nam[59]. Les autorités font d’abord croire qu’il a eu lieu le 3 septembre, car le 2 septembre correspond à la fête nationale[65]. En l’absence d’un leader emblématique, la direction collégiale du parti communiste vietnamien maintient le système socialiste.
- 5 septembre : le lieutenant William Calley est mis en examen pour le massacre de 109 civils vietnamiens à My Lai en 1968[63].
- 16 septembre : nouveau retrait des États-Unis au Sud Viêt Nam (35 000 hommes)[63].
- 15 novembre : 250 000 personnes manifestent à Washington contre l’intervention américaine au Viêt Nam[63].
- 31 décembre : retrait de 50 000 soldats américains du Viêt Nam (115 000 au total à la fin de l’année)[63]. Il reste environ 475 200 militaires américains sur le terrain[59].

### Proche-Orient
- 1er janvier : le Comité central du Fatah publie un programme en sept points qui donne sa définition d’un futur État palestinien indépendant et démocratique, dont tous les citoyens seraient égaux, quelle que soit leur religion[66].
- 1er février : Yasser Arafat est nommé président de l’OLP lors du Ve CNP[67]. Sous son impulsion, l’OLP développe un ensemble de services civils (santé, enseignement, finance). Des pensions sont versées aux familles des martyrs. L’OLP se transforme en un véritable État, financé par la diaspora et les monarchies pétrolières du Golfe[68].
- 16 février : « Dimanche ensanglanté » en Turquie. Des groupes d’extrême droite attaquent des manifestants de syndicats et d'associations de gauche. 150 personnes sont blessées.
- 26 février : mort de Levi Eshkol d’une crise cardiaque[69]. Il est le troisième premier ministre de l’État d’Israël aux affaires depuis 1963.
- 28 février : coup d’État militaire en Syrie. Hafez el-Assad, ministre de la Défense, après avoir placé ses proches aux postes clés de l’armée, entame une première procédure d’élimination de ses adversaires[70].
- 3 mars : Nasser dénonce le cessez-le-feu signé avec Israël en novembre 1968 et reprend les hostilités ; le 8 mars, il fait bombarder par son artillerie les positions de Tsahal sur le canal de Suez. Les combats s’intensifient en avril[71].
- 11 mars : Golda Meir devient premier ministre d’Israël[69].
- 11 avril : le Ba’th irakien annonce la création du Front de libération arabe (FLA)[72].
- 19 avril : relance de la question de la revendication du Chatt-el-Arab par l’Iran et l’Irak. L’Iran dénonce le traité de 1937 et remet en cause les règles de navigation sur le fleuve. L’Irak répond en finançant l’opposition au régime de Téhéran. Les Kurdes d’Irak sont soutenus en retour par l’Iran[73].

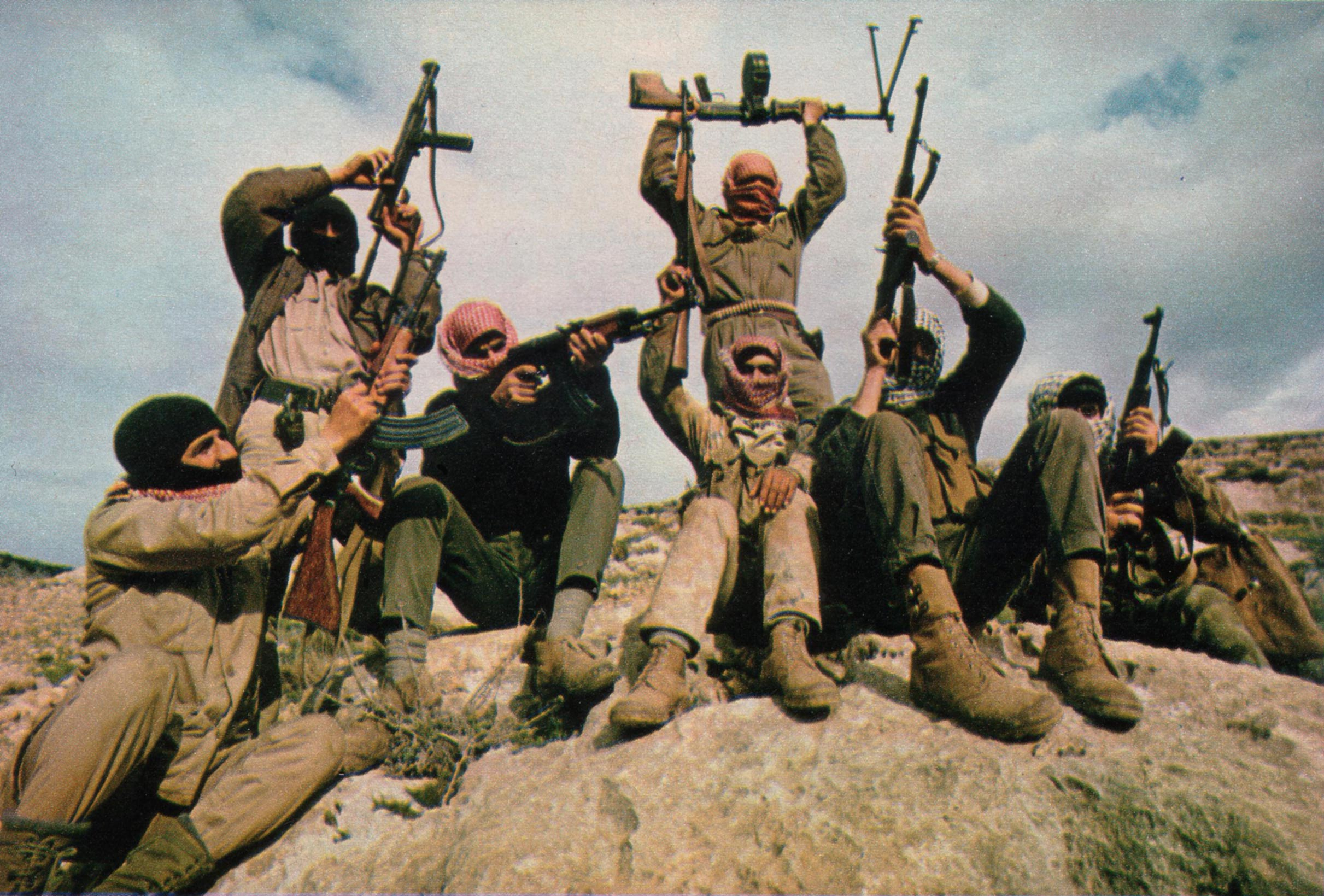
Membres du Front populaire de libération de la Palestine, photographie publiée le 13 mai

- 30 mai : la Tapline (Trans-Arabian Pipeline Company) est sabotée en Syrie par le FPLP[74].
- 23 juin : Nasser annonce la guerre d’usure. Il met en place le plan « Granit », qui doit neutraliser l’aviation israélienne et permettre la reconquête du Sinaï[75]. Israël réplique en juillet par des raids aéroportés puis des bombardements massifs sur le canal et le golfe de Suez.
- juin : La tendance marxiste du Front de libération nationale prend la tête de la jeune République populaire démocratique du Yémen (Yémen du Sud)[76].
- 19 juillet : opération Bulmus 6. Un raid des Forces de défense israéliennes détruit une station radar égyptienne dans le golfe de Suez[77].
- 20 juillet : la Force aérienne israélienne attaque massivement les positions égyptiennes dans le secteur nord du canal de Suez. L’offensive aérienne dure jusqu’en décembre, et parvient à détruire les matériels anti-aériens de l’Égypte[78].
- 21 août : un incendie endommage la partie est de la mosquée al-Aqsa à Jérusalem[69].
- 17 octobre : les États-Unis et l’Union Soviétique entament des pourparlers diplomatiques pour mettre fin au conflit entre Israël et l’Égypte[78]
- 3 novembre : accords du Caire. À la suite des opérations de commando de groupes palestiniens du sud du Liban contre Israël, la question de la place des Palestiniens devient un sujet de division politique majeur. Nasser propose une médiation qui aboutit à l’accord du Caire. Le Liban accepte la présence armée dans les camps palestiniens et autorise les opérations de guérilla dans le sud[79].

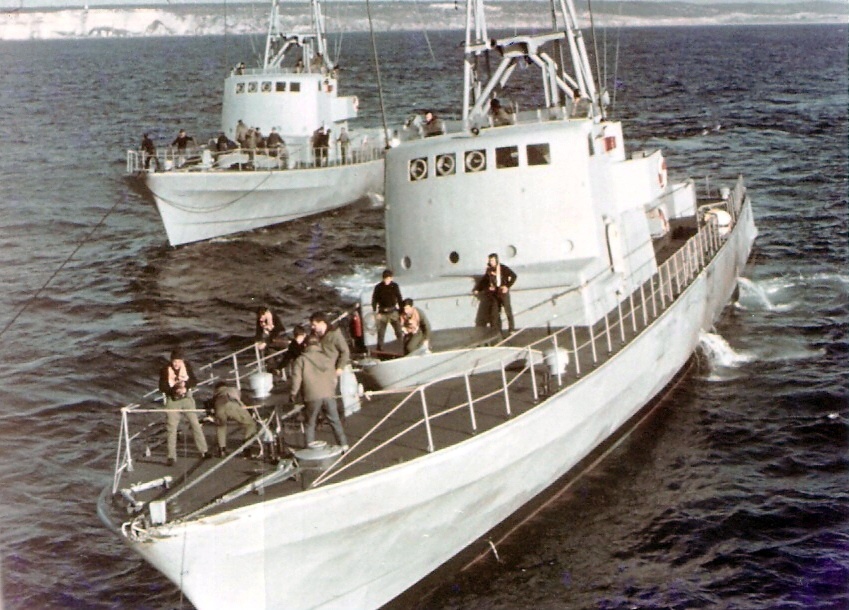
24 décembre : affaire des « vedettes de Cherbourg ».

- 9 décembre : plan Rogers. William P. Rogers, secrétaire d’État de Richard Nixon, présente un plan de paix en dix points : évacuation du Sinaï selon un calendrier déterminé par Israël et l’Égypte, instauration de la paix entre les deux pays, création de zones démilitarisées près des frontières[78]. Le 18 décembre, le représentant des États-Unis à l’ONU Charles Yost soumet un plan de règlement de la question cisjordanienne selon les mêmes principes. Le 22 décembre, le projet est refusé par Israël qui impulse une campagne d’opinion américaine contre le plan Rogers, qui perd l’appui de Nixon[80]. Sous l’influence de Kissinger, Nixon s’engage vers une politique de force contre l’Égypte, menée par Israël.
- 24 décembre : affaire des « vedettes de Cherbourg », subtilisées par les Israéliens dans le port français pour échapper à l’embargo[81].

### Europe
- 1er janvier : la Tchécoslovaquie devient une fédération[82].
- 16 janvier : Jan Palach, étudiant à Prague, s’immole par le feu Place Venceslas pour protester contre l’invasion de la République socialiste tchécoslovaque par l’Union des républiques socialistes soviétiques (URSS) en 1968 ; il meurt le 19 janvier. Son suicide, suivi de celui de Jan Zajíc le 25 février, symbolise aux yeux du monde la résistance désespérée du peuple tchécoslovaque face à l’oppression[82]. Les troupes soviétiques sont rejointes par des conseillers civils et militaires qui viennent encadrer la politique de « Normalisation ».
- 19-20 janvier : meurtre de soldats à Lebach en Allemagne de l’Ouest[83].
- 28 janvier : La Finlande entre dans l’OCDE[84].
- 28 février-2 mars : voyage officiel en France de Richard Nixon, président des États-Unis.
- 2 mars :
  - élections législatives roumaines[85].
  - premier vol du Concorde[86].
- 17 avril : Alexander Dubček est évincé et remplacé par Gustáv Husák à la tête du parti communiste tchécoslovaque. La Normalisation en Tchécoslovaquie commence[82]. Husák annule les réformes du Printemps de Prague, à l’exception de la promesse d’une constitution fédérale qui est appliquée.
- 28 avril : démission du président de Gaulle à la suite du rejet du référendum sur la réforme du Sénat et la régionalisation[87].
- 23 mai : aux Pays-Bas, création du Lauwersmeer par la fermeture par une digue de la Lauwerszee[88].
- 1er juin : élections législatives polonaises[89].
- 15 juin : Georges Pompidou est élu Président de la République française[87].
- 21 juin : Jacques Chaban Delmas, Premier ministre, forme le gouvernement : Valéry Giscard d'Estaing revient aux finances.
- 23 juin : les eaux du Rhin sont polluées par un insecticide à partir de Bingen, ce qui provoque la mort de 20 millions de poissons dans la traversée des Pays-Bas[90].
- 22 juillet, Espagne : le général Franco désigne son successeur avec l’assentiment des Cortès, le prince don Juan Carlos de Bourbon, qui devient prince d’Espagne[91].
- 2 août : Richard Nixon entame sa visite officielle en République socialiste de Roumanie ; il reçoit un accueil triomphal à Bucarest[92].
- 12-14 août : violence entre protestants et catholiques (pratiquement exclus de la vie politique) en Irlande du Nord. La multiplication des émeutes au cours de l’été amène Harold Wilson à envoyer des troupes pour assurer l’ordre public[93]. La mesure galvanise le mouvement nationaliste, divisé entre modérés et extrémistes, autour de l’IRA provisoire (Provos).
- 7 septembre : élections législatives norvégiennes[94].

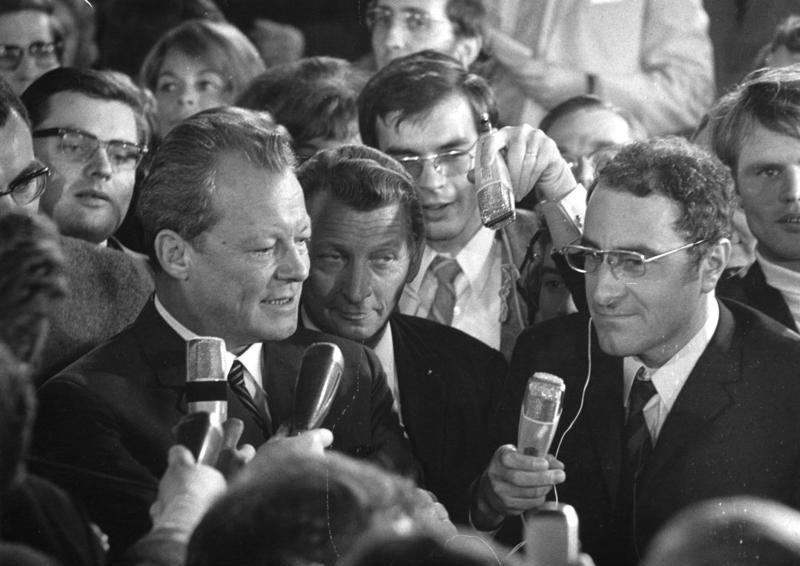
28 septembre : Willy Brandt, président du SPD, annonce l’intention de son parti de former le gouvernement avec le FDP.

- 28 septembre : élection du 6e Bundestag en Allemagne[95].
- 14 octobre : Olof Palme devient Premier ministre social démocrate en Suède (fin en 1976)[96]. La social-démocratie se radicalise, tant en politique intérieure (intervention plus grande de l’État dans l’économie), qu’en politique extérieure (prise de distance à l’égard des États-Unis).
- 21 octobre : élection de Willy Brandt au poste de Chancelier fédéral en Allemagne[95].
- 22 octobre : loi simplifiant les procédures de divorce au Royaume-Uni (Divorce Reform Act, entré en vigueur le 1er janvier 1971)[97].
- 28 octobre : discours d’investiture de Willy Brandt au Bundestag, qui propose  « le changement par le rapprochement » ; début de l’« Ostpolitik » en Allemagne de l’Ouest[95].
- 29 octobre : remaniement ministériel en Espagne[98]. Les technocrates triomphent face aux phalangistes malgré leur implication dans l’affaire Matesa[99].
- 24 novembre : création au Portugal de la Direction générale de la sécurité (D.G.S.), en remplacement du Pide[100].
- 30 novembre : les ministres des Affaires étrangères autrichien (Kurt Waldheim) et italien (Aldo Moro) signent l’accord de Copenhague pour régler la question de l’autonomie linguistique de la minorité germanophone du Haut-Adige[101].
- 1er - 2 décembre : conférence de La Haye entre les six chefs d’État de la CEE, qui amorce l’établissement d’un système de financement à long terme de la politique agricole commune, d’une coopération accrue sur les questions de politique étrangère et l’ouverture des négociations sur l’adhésion du Royaume-Uni, l’Irlande, le Danemark et la Norvège[102].
- 12 décembre :
  - la Grèce doit quitter le Conseil de l’Europe[103].
  - attentat terroriste de droite de Piazza Fontana à Milan, faisant seize morts et 88 blessés.
- 18 décembre : abolition définitive de la peine de mort pour meurtre au Royaume-Uni[104].

## Prix Nobel
- Physique : Murray Gell-Mann
- Chimie : Derek H R Barton, Odd Hassel
- Médecine : Max Delbrück, Alfred Hershey, Salvador Luria
- Littérature : Samuel Beckett
- Paix : Organisation internationale du travail
- Économie : Ragnar Frisch, Jan Tinbergen
- Franck Marschall : Prix Nobel de l'animation

## Religion
- Fondation de l' AELF (Association épiscopale liturgique pour les pays francophones).

## Musique
- Serge Gainsbourg compose la chanson 69 année érotique
- du 15 au 18 août : le Festival de Woodstock est un festival de musique et un rassemblement emblématique de la culture hippie qui reçoit environ un demi million de spectateurs, dans l'Etat de New York aux États-Unis.

## Décès en 1969

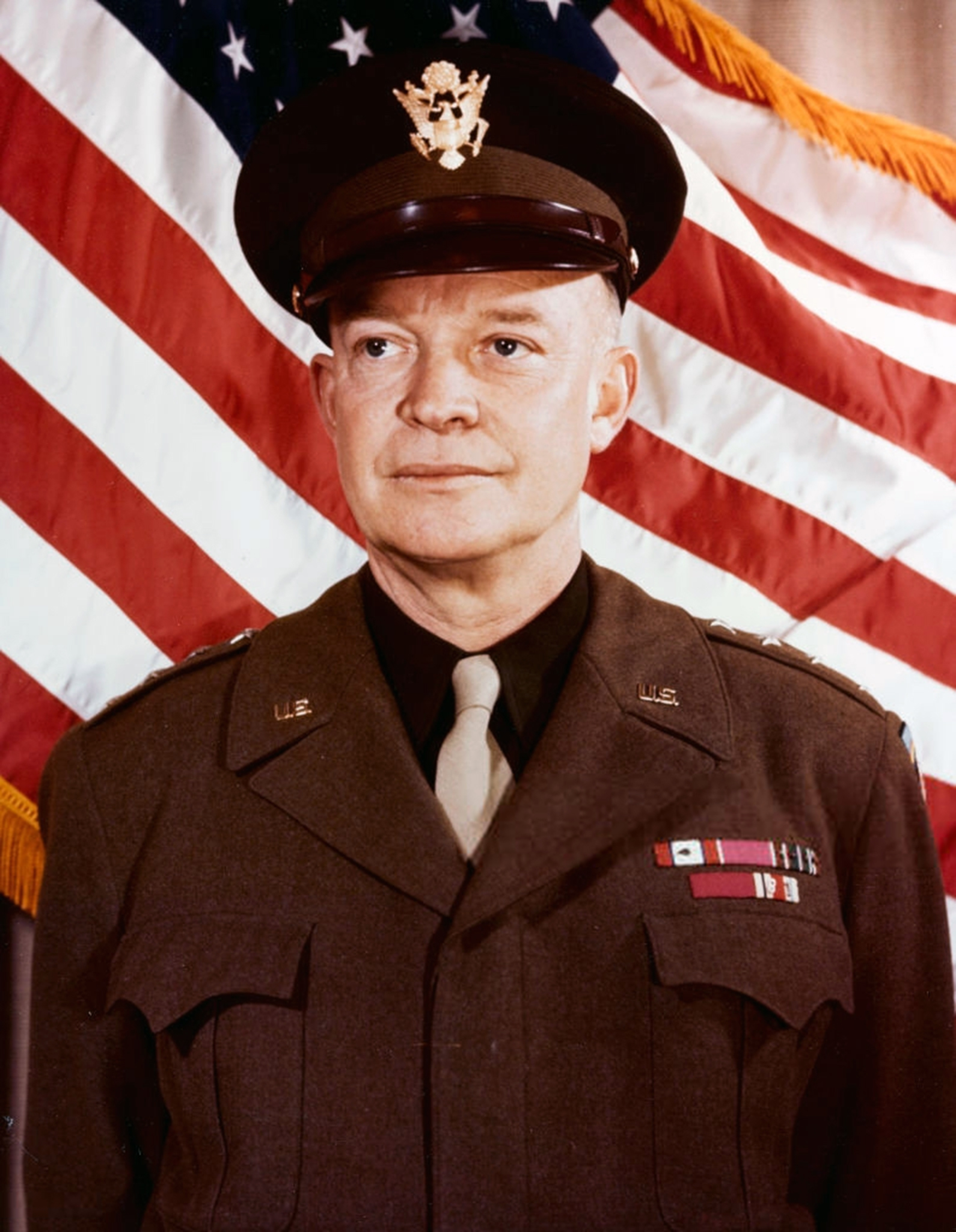
Dwight D. Eisenhower.

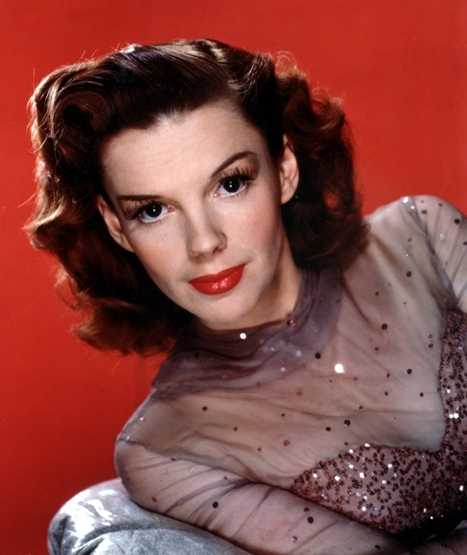
Judy Garland

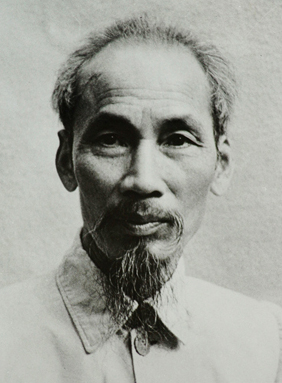
Hô Chi Minh

Personnalités majeures décédées en 1969
- 2 février : Boris Karloff (acteur britannique)
- 26 février : Karl Jaspers (philosophe et psychiatre allemand)
- 28 mars : Dwight D. Eisenhower (homme politique et militaire américain)
- 19 mai : Coleman Hawkins (saxophoniste de jazz américain)
- 8 juin : Robert Taylor (acteur américain)
- 22 juin : Judy Garland (actrice et chanteuse américaine)
- 5 juillet : Walter Gropius (architecte allemand naturalisé américain)
- 24 juillet : Witold Gombrowicz (écrivain polonais)
- 17 août : Ludwig Mies van der Rohe (architecte allemand naturalisé américain)
- 31 août : Rocky Marciano (boxeur américain d'origine italienne)
- 2 septembre : Hô Chi Minh (homme politique vietnamien)
- 21 octobre : Jack Kerouac (écrivain et poète américain)
- 22 décembre : Josef von Sternberg (cinéaste américain d'origine autrichienne)